# Provinz Teshio

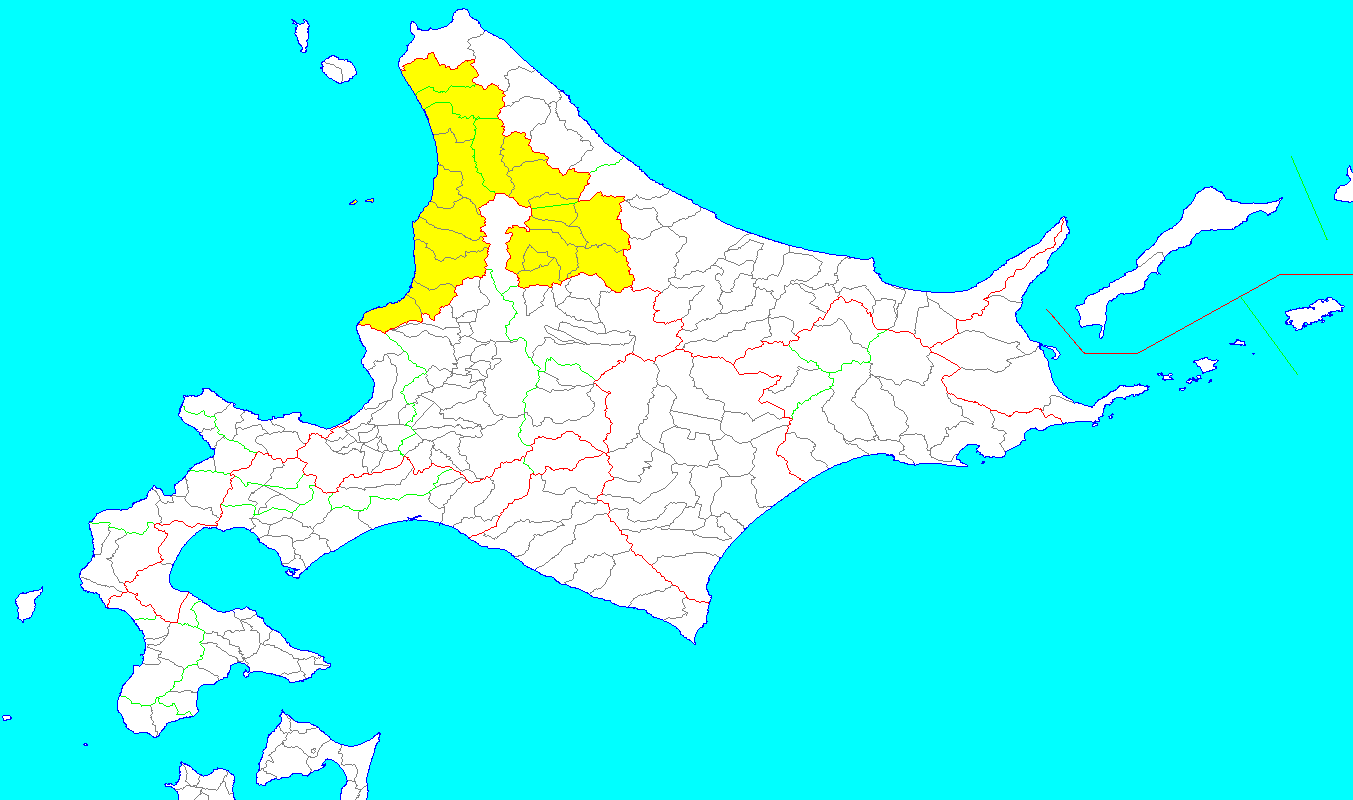
Provinz Teshio

Teshio (jap. 天塩国, Teshio no kuni) war eine Provinz Japans auf der Insel Hokkaidō. Ihr Gebiet entspricht der heutigen Unterpräfektur Rumoi und der Nordhälfte der Unterpräfektur Kamikawa.

## Geschichte
Am 15. August 1869 wurde die sechs Landkreise (郡, gun) umfassende Provinz Teshio gegründet, zusammen mit den anderen Provinzen Hokkaidōs. Die Volkszählung von 1872 ergab 1.576 Einwohner (Japaner, ohne die einheimischen Ainu). Im Jahr 1882 schaffte die Zentralregierung die Provinzen in Hokkaidō ab.

## Landkreise
Die Provinz Teshio umfasste folgende Landkreise (gun):
- Kamikawa-gun (上川郡)
- Mashike-gun (増毛郡)
- Nakagawa-gun (中川郡)
- Rumoi-gun (留萌郡)
- Teshio-gun (天塩郡)
- Tomamae-gun (苫前郡)